# Аверьяновка (Иркутская область)
Аверьяновка — деревня в Тулунском районе Иркутской области России. Входит в состав Будаговского муниципального образования. Находится примерно в 32 км к западу от районного центра — города Тулун.

## Население
| 2002 | 2010 | 2011 | 2012 |
| ---- | ---- | ---- | ---- |
| 106  | ↘79  | →79  | ↗82  |

По данным Всероссийской переписи, в 2010 году в деревне проживало 79 человек (36 мужчин и 43 женщины).